# Lepanthes calophlebia
Lepanthes calophlebia är en orkidéart som beskrevs av Carlyle August Luer och Thoerle. Lepanthes calophlebia ingår i släktet Lepanthes och familjen orkidéer. Inga underarter finns listade i Catalogue of Life.